# Pleomorfism
Pleomorfism är en biologisk term som definieras som förekomsten av två eller fler strukturella former under en livscykel, i synnerhet bland växter. Termen används även inom patologin för att beskriva utseendet hos celler och cellkärnor i en tumör, neoplasi. Även vissa virus anses pleomorfa, vilket innebär att deras utseende skiftar från viruspartikel till viruspartikel.